# بث ریمر
بث ریمر (انگلیسی: Beth Raymer؛ زادهٔ ۱ ژانویهٔ ۱۹۷۶) تاریخ‌نگار اهل ایالات متحده آمریکا است.
وی همچنین برندهٔ جوایزی همچون برنامه فولبرایت شده‌است.